# Kentisbury
Kentisbury – wieś i civil parish w Anglii, w hrabstwie Devon, w dystrykcie North Devon. W 2011 civil parish liczyła 299 mieszkańców. Kentisbury jest wspomniana w Domesday Book (1086) jako Chentesberie/Chentesberia.